# Daneș, Mureș

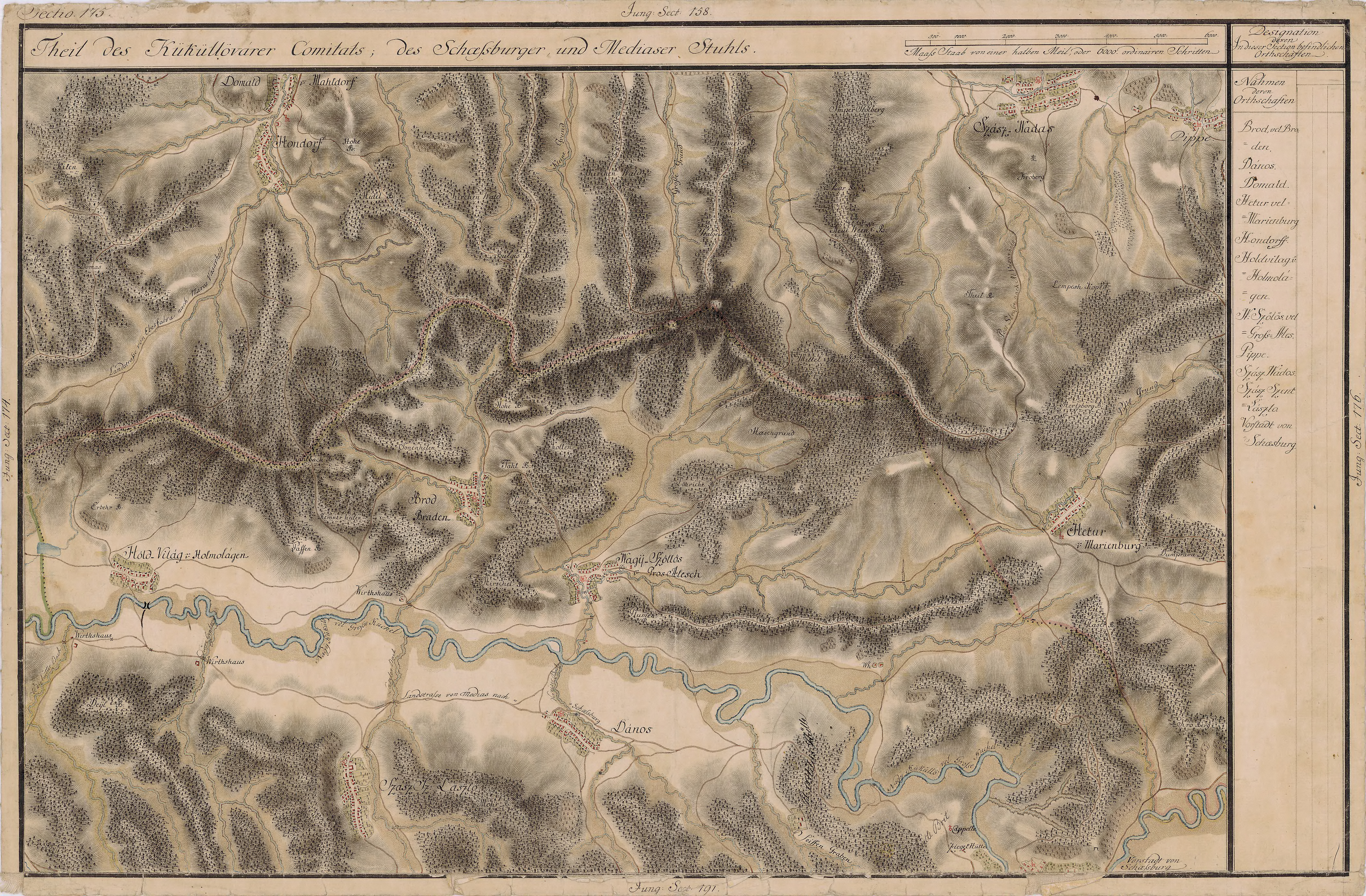
Daneș în Harta Iosefină a Transilvaniei, 1769-73

Daneș (în dialectul săsesc Dunesdref, în germană Dunesdorf, Dansdorf, în maghiară Dános) este satul de reședință al comunei cu același nume din județul Mureș, Transilvania, România.

## Istoric
Satul a fost atestat documentar în anul 1343 cu numele de Danus.
Numele a suferit schimbări în timp, apărând în diferite documente după cum urmează:
- 1348 Danus; Vila St. Dyonisii [Denis]
- 1393 Dansdorf, Dansdorff
- 1500 Danis
- 1503 Donnesdorf, Donnesdorff
- 1504 Donnydorff
- 1507 Donydorff; Donysdorff; Dunesdref
- 1532 Dunesdorf
- 1671 Danos

În octombrie 1661 satul este pustiit, iar tătarii răpesc țăranii de pe câmp, astfel că în 1663 se mai recenzau numai 3 gospodării.
Pentru a repopula localitatea pustiită de războaie și ciumă, sașii au hotărât pe la 1668 să admită și stabilirea românilor în sat, în 1668 instalându-se un preot român.
La recensământul din 1671 se consemnează 7 gospodari (=cives) sași și 28 de gospodari români, un sas chiriaș, cinci români chiriași (care nu posedau gospodărie proprie) și trei văduve.

## Localizare
Satul se întinde pe râul Târnava Mare la vărsarea pârâului Criș în Târnava Mare. Se află pe drumul național DN 14 Sighișoara-Mediaș, în imediată apropiere de Sighișoara.

## Populație
- În 1850 au fost înregistrați 1265 locuitori
- În 1910 1607 locuitori
- În 1930 1619 locuitori, dintre care 1275 români, 309 germani, 26 maghiari și 9 evrei

## Personalități
- Ioan Ilioviciu (1891 - 1970), deputat în Marea Adunare Națională de la Alba Iulia 1918
- Iosif Tilicea (1872 - 1943), deputat în Marea Adunare Națională de la Alba Iulia 1918
- Zaharie Tilicea (1856 - 1931), deputat în Marea Adunare Națională de la Alba Iulia 1918
- Baier Hermann Andrei - născut în satul Daneș la : n. 7 mai 1930 - d.        ) profesor de matematică, Director al Liceului ”Joseph Haltrich”  - Sighișoara (1978-1987-1990-2004).S-a  implicat în viața culturală a Sighișoarei, conducător al Corului de cameră al Casei de Cultură Sighișoara, prezentând programe în comunele și orașele cu populație săsească. A efectuat turnee în Germania, Austria, Ungaria, Elveția și Italia. În 1997 i se acordă titlul de Cetățean de onoare a municipiului Sighișoara.[2]

## Monumente
- Biserica evanghelică fortificată din Daneș
- Biserica „Sfântul Nicolae” din Daneș

## Galerie de imagini

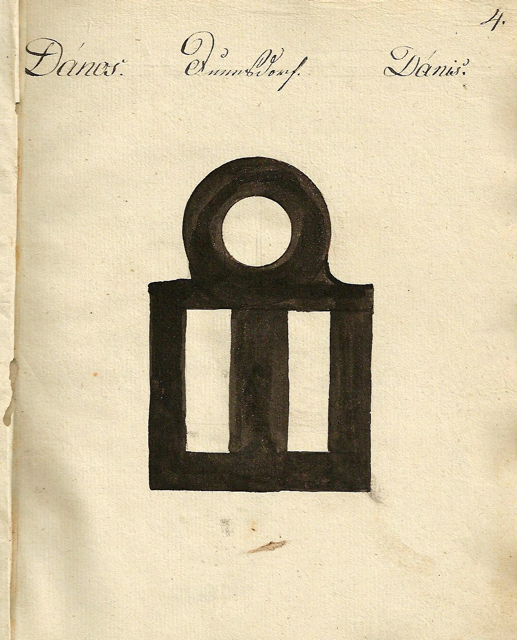
1826 - Danga pentru vitele din Daneș
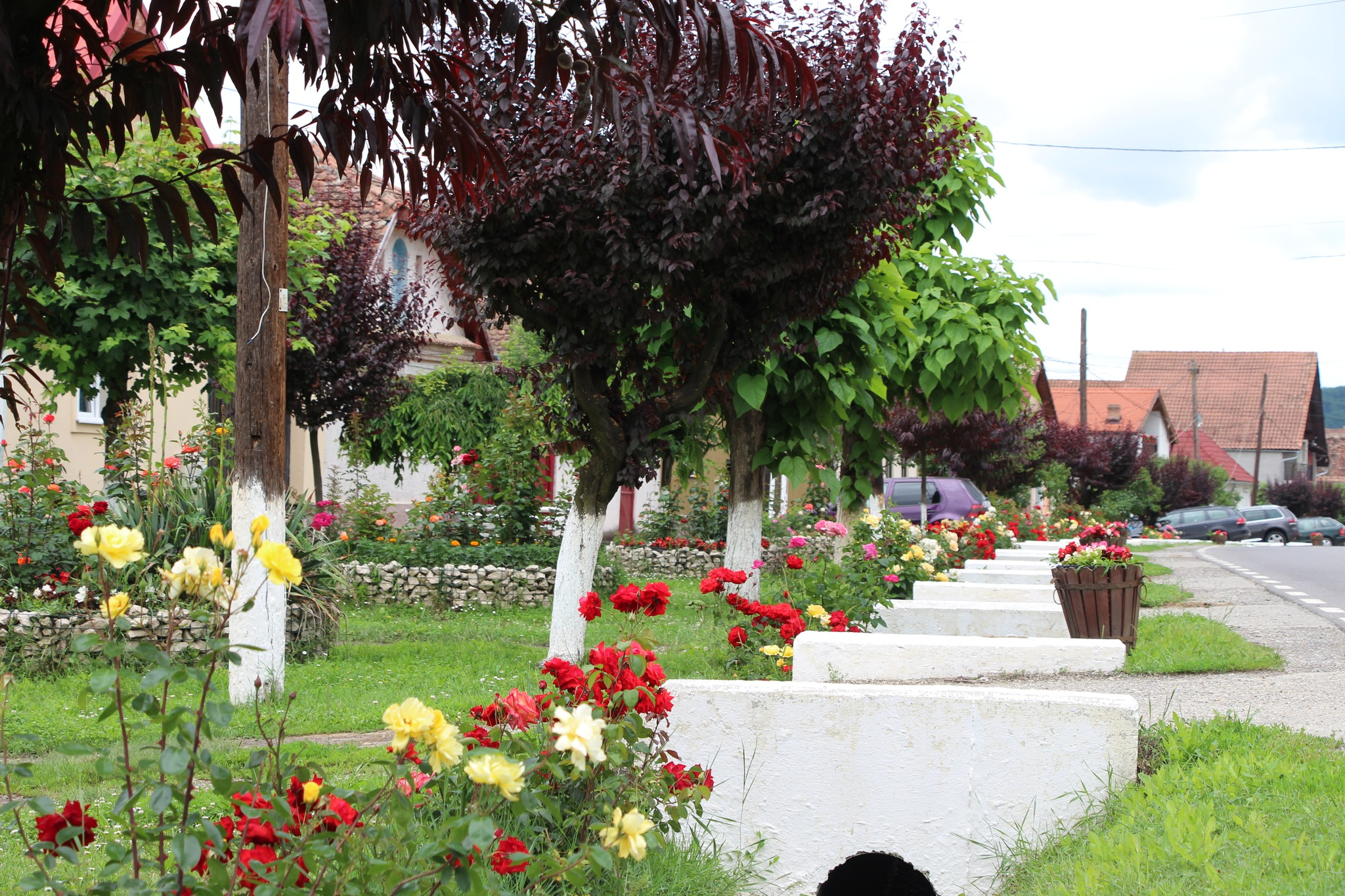
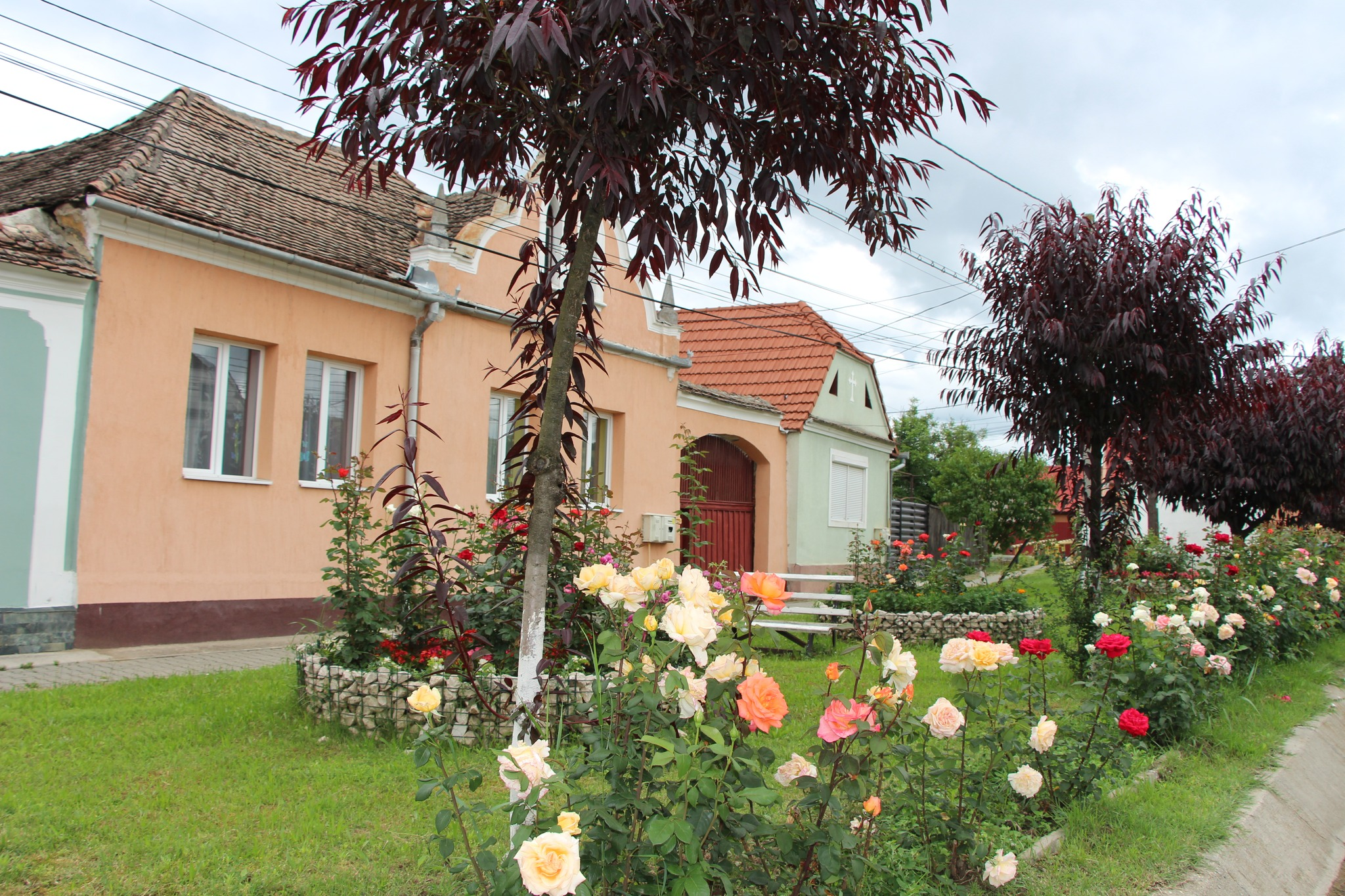
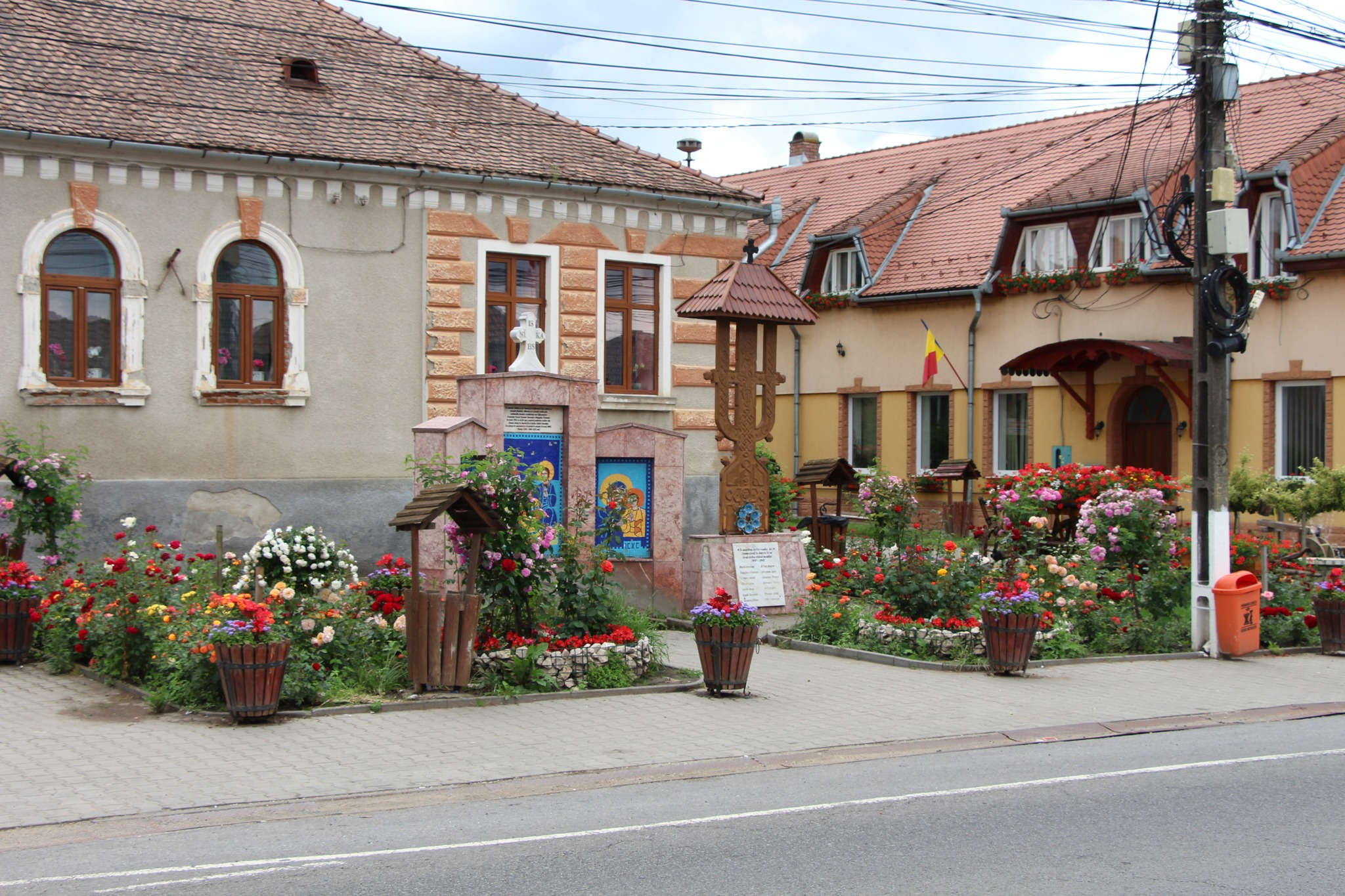
Școala generală din Daneș
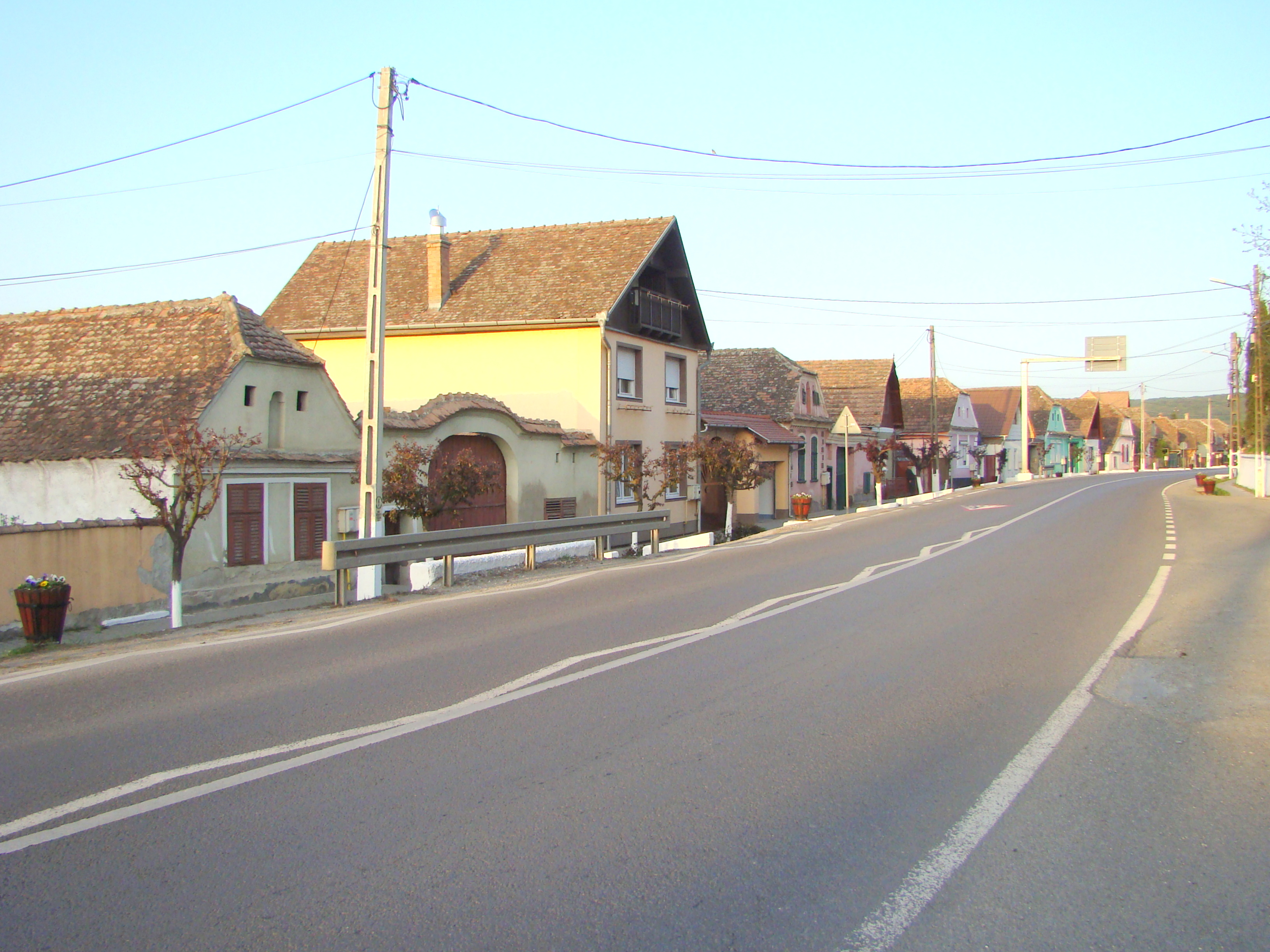
Strada principală/DN 14
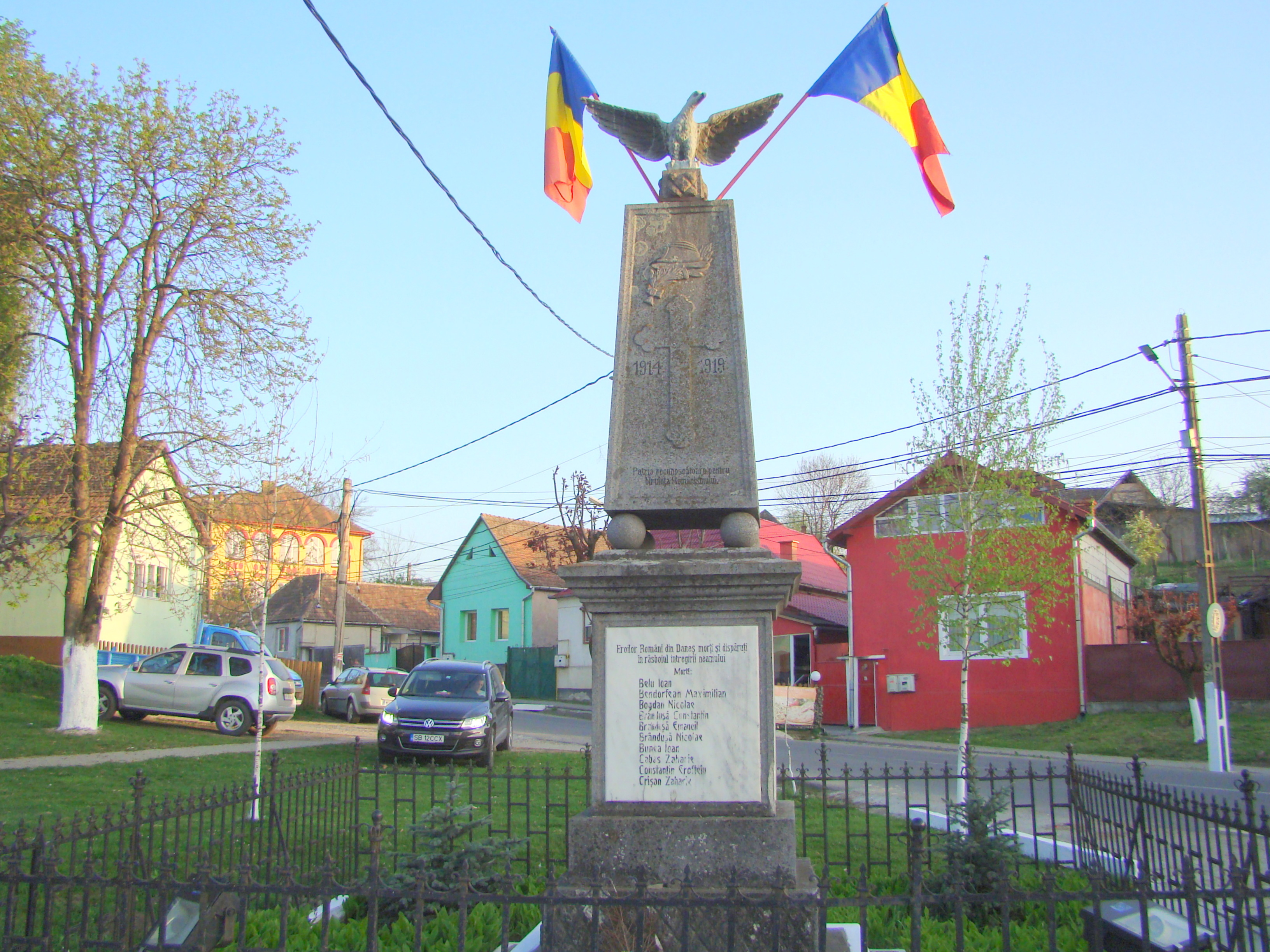
Monumentul eroilor
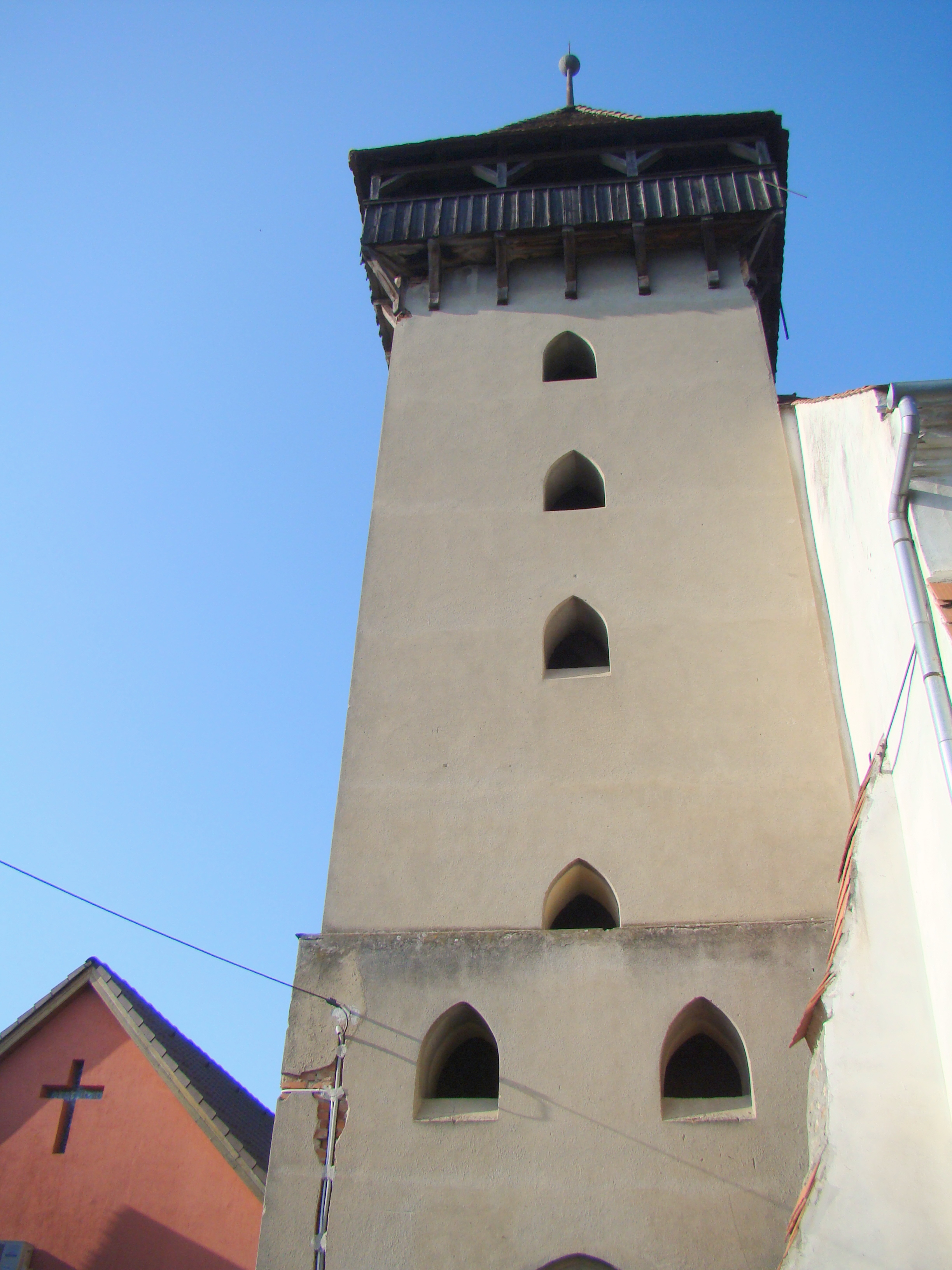
Turnul bisericii evanghelice
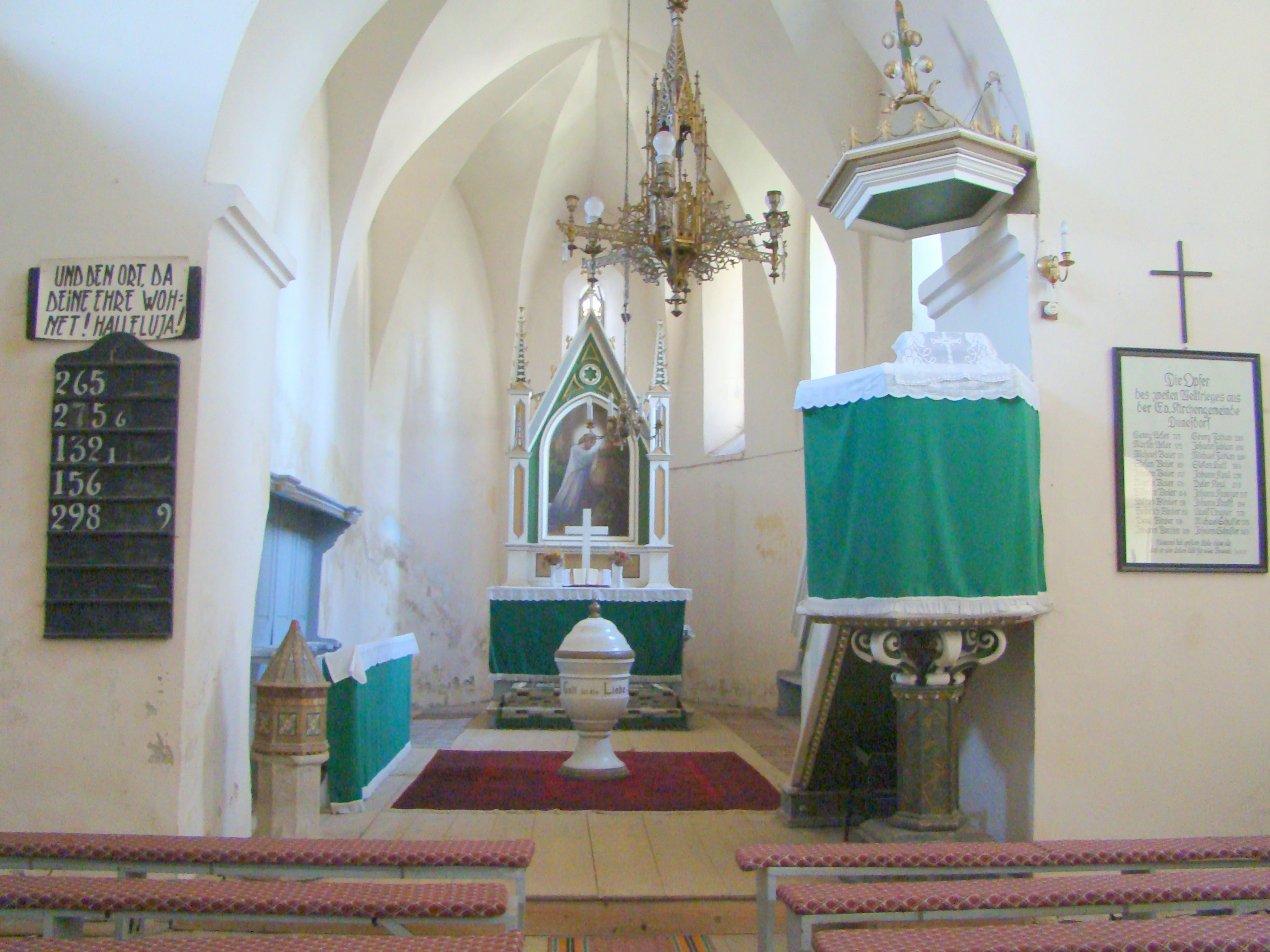
Biserica evanghelică (monument istoric)
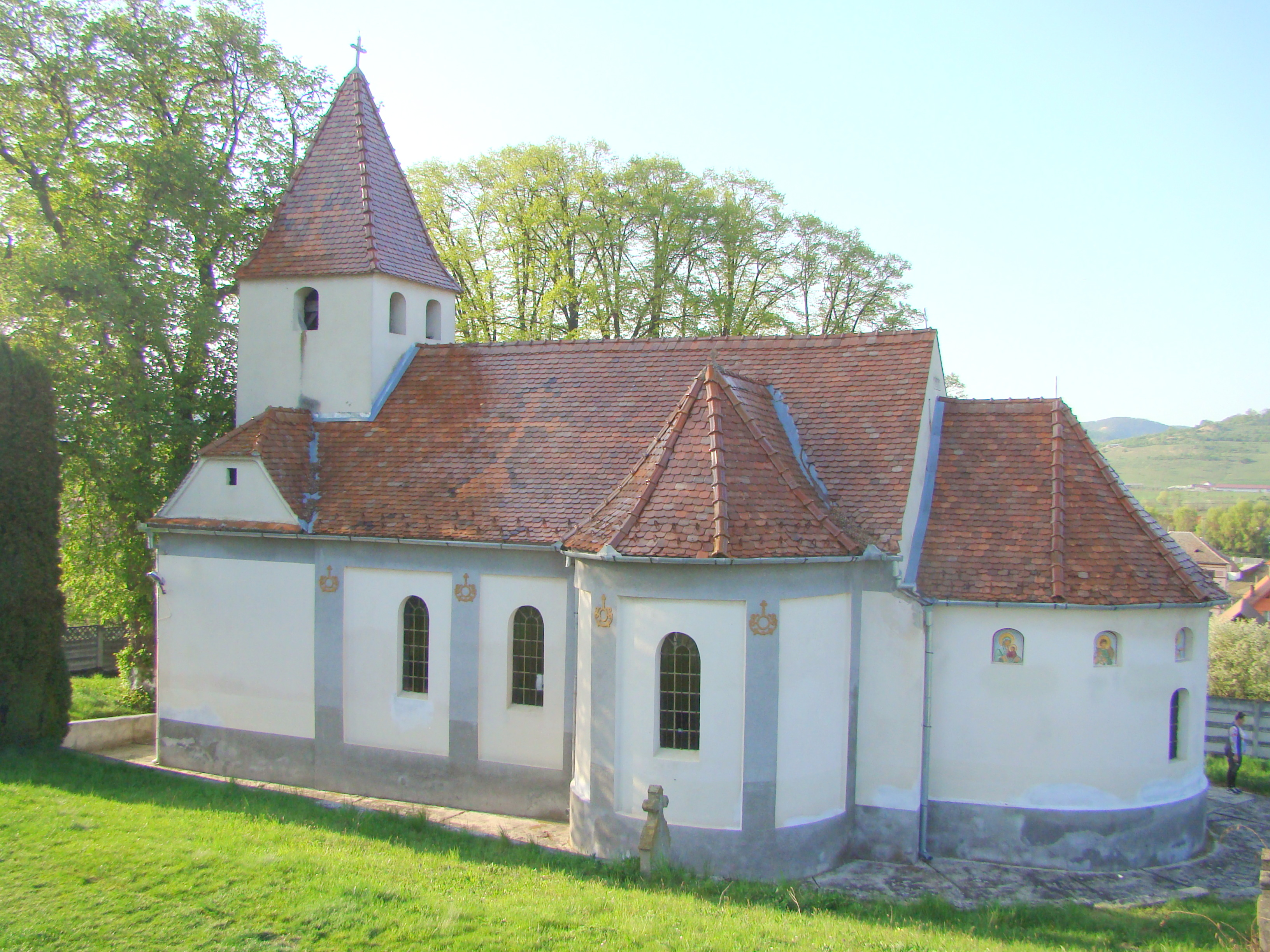
Biserica „Sfântul Ierarh Nicolae” (monument istoric)
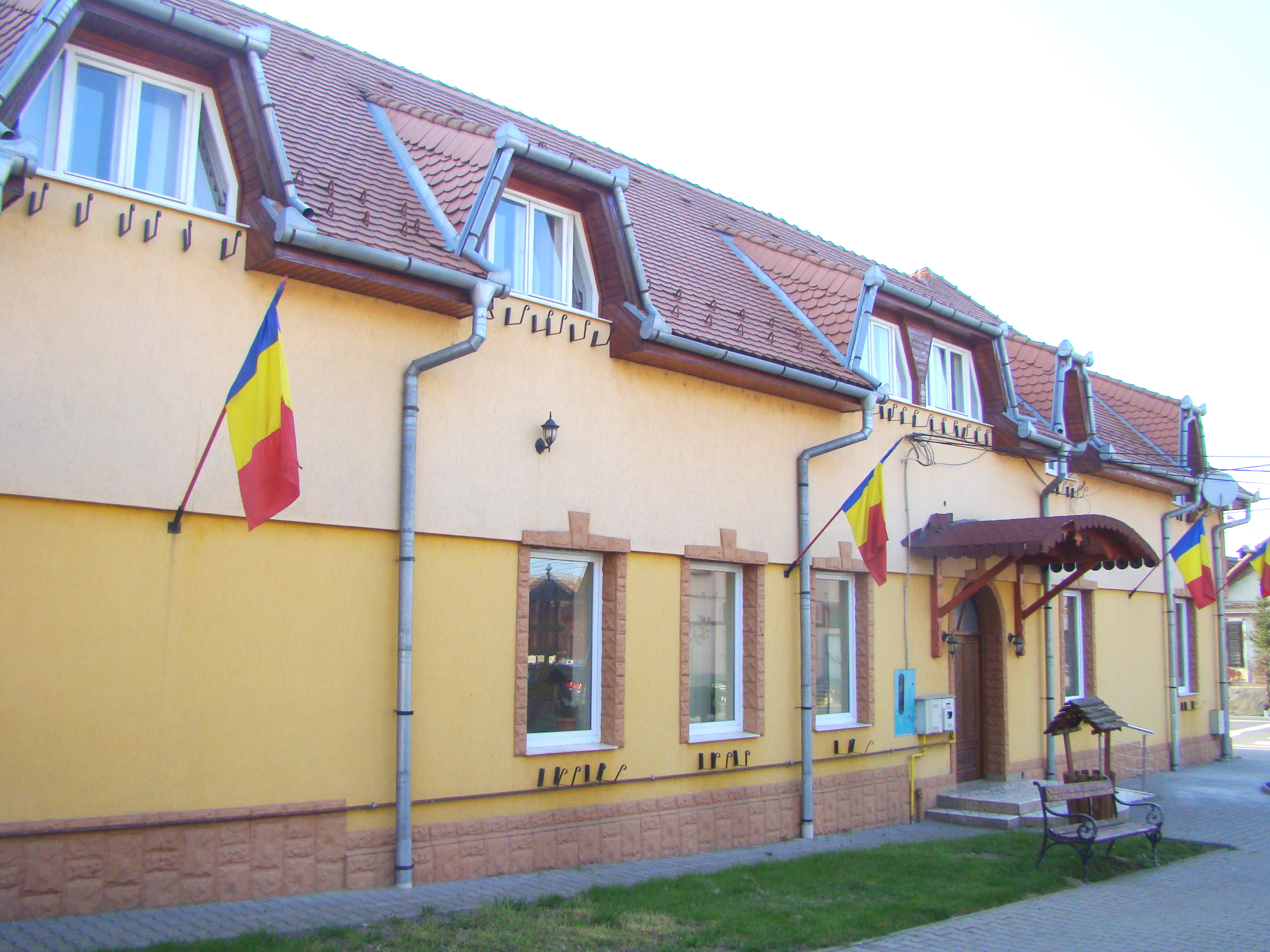
Primăria comunei Daneş
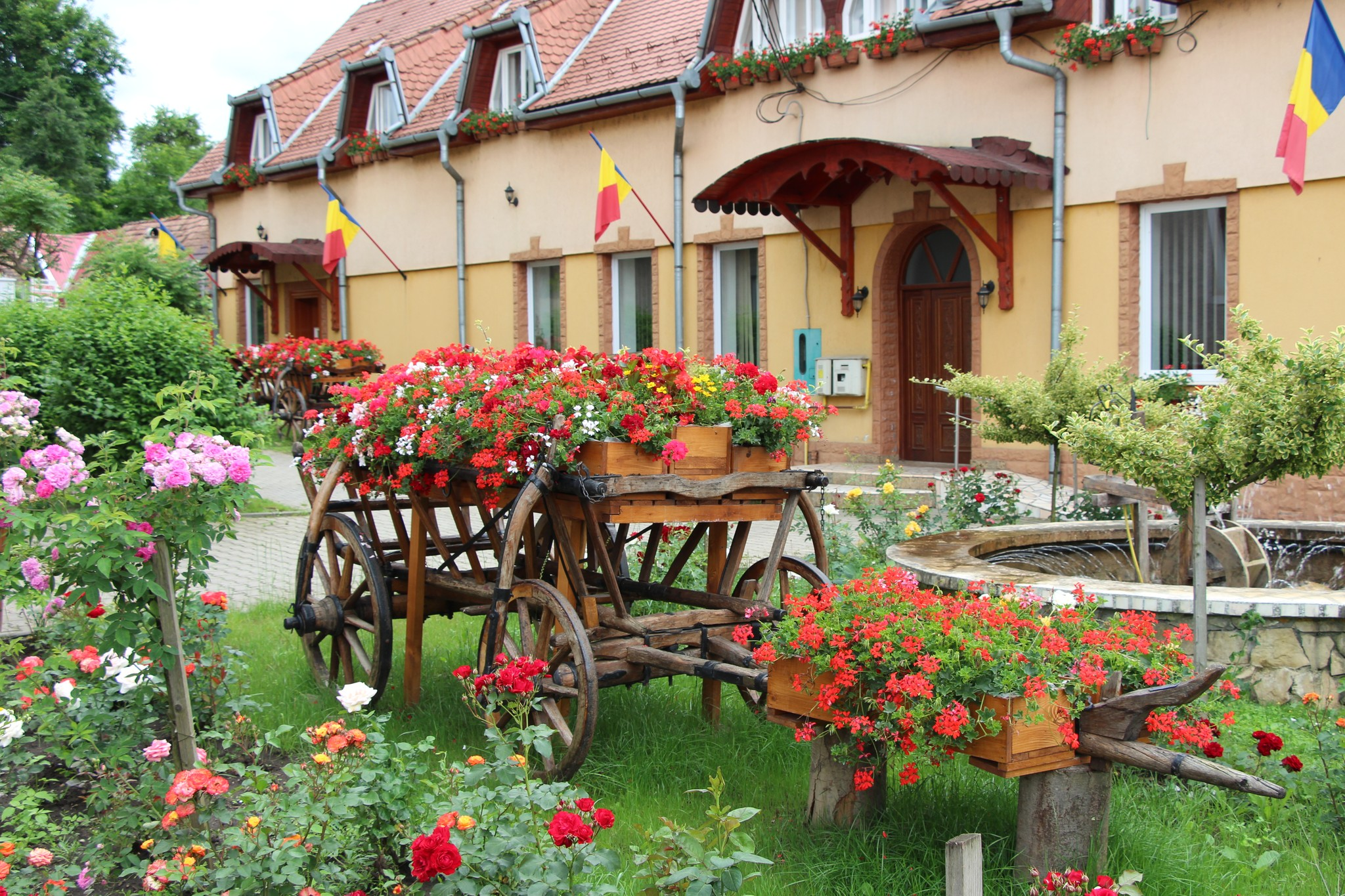